# Средства массовой информации Воронежа
Средства массовой информации в Воронеже представлены газетами, журналами, радиостанциями, телеканалами и интернет-изданиями.

## Телевидение
В Воронеже с 1954 года вещает телевидение. До июня 2019 года филиал РТРС "Воронежский ОРТПЦ" транслировал 20 аналоговых телеканалов. 3 июня 2019 года Воронежская область полностью перешла на цифровое телевещание 20 общероссийских общедоступных телеканалов и радиоканалов в цифровом формате. Существует несколько региональных телеканалов с собственной сеткой вещания («Губерния», «ВТК-41 Канал Аргус», «Известия.Воронеж»), распространяемых в сетях местных телевизионных операторов.
Аналоговое кабельное телевидение предоставляется операторами МТС, Скат (антенная служба), Телеком-Сервис.
Аналоговое и цифровое кабельное телевидение предоставляется операторами Дом.ру, Фридом.
Цифровое IP телевидение предоставляется интернет-провайдерами Билайн, Домолинк, Связь-Телеком, Netbynet.

## Список эфирных телеканалов
Цифровые мультиплексы:
- 52 — Первый мультиплекс цифрового телевидения России;
- 43 — Второй мультиплекс цифрового телевидения России.

Аналоговые каналы:
- 31 — Суббота!;
- 37 — Солнце;
- 41 — ВТК 41 Аргус;
- 49 — Ю.

До перехода на цифровое телевидения в июне 2019 года вещали следующие каналы:
- 1 — Первый канал;
- 4 — РЕН ТВ;
- 10 — СТС;
- 12 — ТВ 3;
- 21 — Пятница!;
- 25 — ТВ Центр;
- 27 — Россия 1/Россия-Воронеж;
- 29 — НТВ;
- 33 — Россия 24/Вести-Воронеж;
- 35 — ТНТ/Губерния;
- 39 — Домашний;
- 44 — Россия К;
- 46 — 5 канал;
- 53 — Звезда.

Прекратившие вещание:
- 4 канал - Телекомпания "Воронеж" (с 1993 по 1 января 2016 года)
- ВТВ (с 1 ноября 1993 по 30 ноября 2006 года) [3]
- 31 канал
- 33 канал (3 января 1996 - 31 декабря 2006) [4]

## Периодические издания
С 20 мая 1917 года в Воронеже издаётся газета «Коммуна», которая выходит три раза в неделю (ежемесячный тираж — около 237 600 экземпляров). С 6 июня 1918 года по 30 июня 2015 года в Воронеже издавалась газета «Молодой коммунар». С 1931 года в Воронеже издаётся литературно-художественный журнал «Подъём». По данным за период с декабря 2007 года по апрель 2008 года самой популярной среди еженедельных изданий города является газета Моё!.
Еженедельник Моё! является самой популярной газетой города. Лидерами газет объявлений и рекламы являются газеты «Из рук в руки», «Камелот» и «Ва-Банкъ».
Есть и специализированные издания. Например журнал «IT ТЕРРА Воронеж» — журнал о высоких технологиях в Воронеже.

## Радиостанции Воронежа
Представлены радиостанции обоих УКВ-диапазонов, вещающих с территории города.
- 73,55 УКВ — Радио Благовестие
- 87,7 МГц - план
- 88,3 МГц — Маруся ФМ
- 88,8 МГц — Like FM
- 89,4 МГц — Радио Вера (план)
- 94,9 МГц — Relax FM
- 95,5 МГц - план
- 95,9 МГц — Радио России / ГТРК Воронеж
- 96,3 МГц — Вести FM
- 96,8 МГц — Радио Гордость
- 97,3 МГц - план
- 97,7 МГц — Радио Комсомольская Правда
- 98,1 МГц — Радио Русский хит
- 98,5 МГц — Новое Радио
- 99,1 МГц — Юмор FM
- 99,5 МГц — Детское радио
- 99,9 МГц — Радио МИР
- 100,3 МГц — Европа Плюс
- 100,7 МГц — Наше радио
- 101,1 МГц — Радио ENERGY
- 101,6 МГц — Радио 7 на семи холмах
- 102,3 МГц — Дорожное радио
- 102,8 МГц — Радио Шансон
- 103,4 МГц — Авторадио
- 103,8 МГц — Love Radio
- 104,3 МГц — DFM
- 104,8 МГц — Русское радио
- 105,3 МГц — Ретро FM
- 105,7 МГц — Радио Маяк / Воронежский Маяк
- 106,1 МГц — Радио Maximum
- 106,8 МГц — Радио Мелодия; (вещает на Воронеж и область)
- 107,2 МГц — Радио Монте-Карло
- 107,6 МГц — Радио Дача

## Интернет-издания
- Обозреватель.Врн - Новости Воронежа
- РИА «Воронеж»
- Все новости Воронежа («МОЁ! Online»)
- 36on.ru — Воронежский городской портал
- «TV Губерния» — Интернет-канал
- «Комсомольская правда-Воронеж»
- Леди.Врн - Женский сайт Воронежа
- vrn-histpage.ru — Воронеж. Страницы истории
- БВФ — Большой Воронежский Форум
- Лучший город
- Городская справка 077 (интернет и телефонная справочная Воронежа)
- Журнал «Глаза» — Интернет-журнал о жизни Воронежа
- «Новая Усмань Сегодня»